# Episcépse
Episcépse  (em grego: ἐπίσκεψις; romaniz.: episkepsis; lit. "cuidado, inspeção"; pl. ἐπισκέψεις, episképseis) foi um distrito fiscal do Império Bizantino Médio (séculos X-XIII). Em seu sentido estritamente técnico, refere-se ao domínio ou outra propriedade, em alguns casos incluindo vilas ou cidades inteiras, alocadas para o apoio de indivíduos da família imperial, casas nobres ou igrejas e mosteiros. Como o historiador Paul Magdalino mostra, estes episcépses foram majoritariamente situados nos litorais em torno do mar Egeu, que compreendiam o território melhor arável do império, ou em áreas interioranas férteis como a Trácia e Tessália. O termo igualmente denotou a administração diária de alguma propriedade, notadamente a propriedade imperial, e pelo século XII referiu-se às divisões fiscais dos temas.